# Alexandra Sostmann

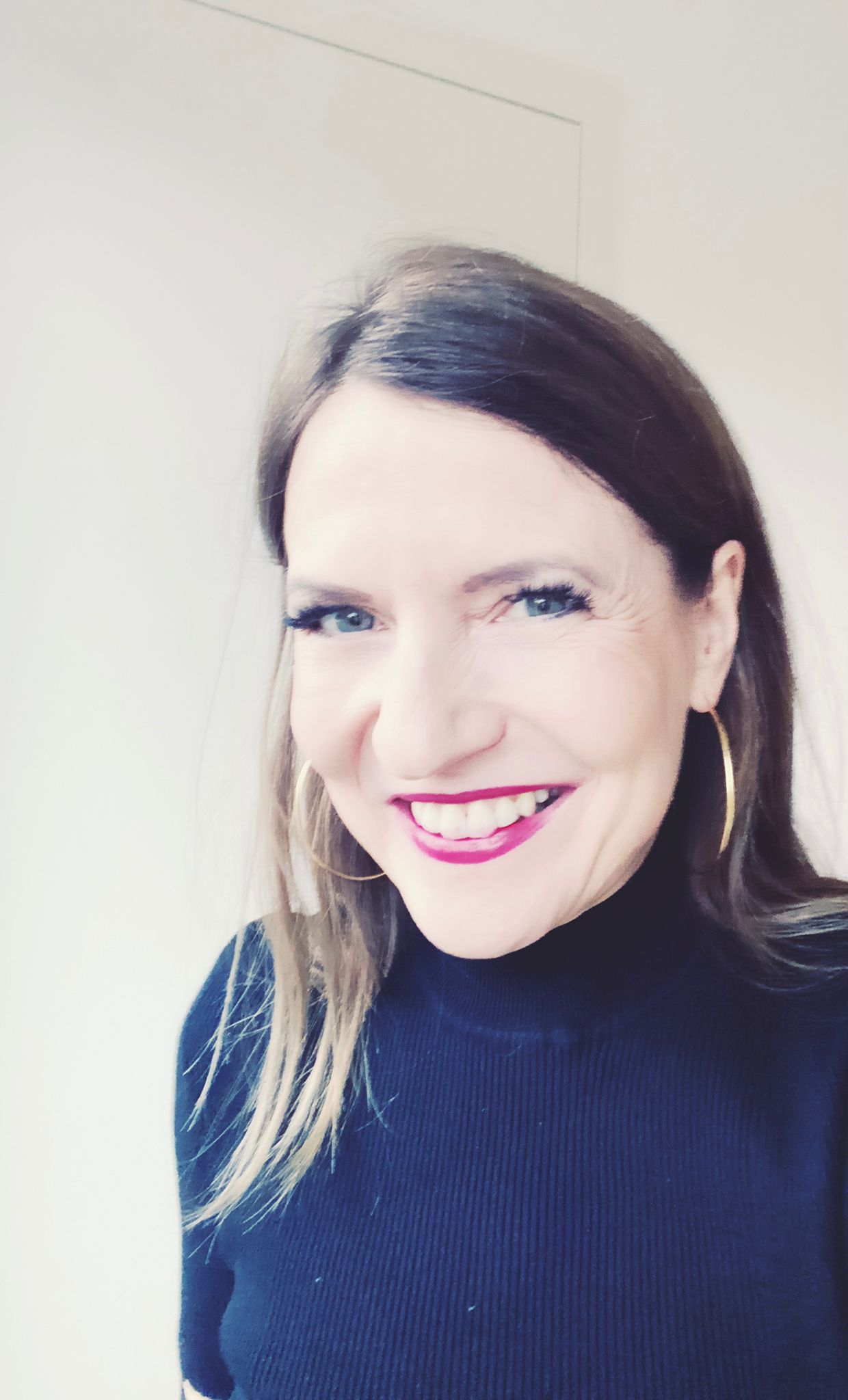
Alexandra Sostmann (2021)

Alexandra Sostmann (* 3. Oktober 1970 in Barßel) ist eine deutsche Pianistin.

## Leben
Alexandra Sostmann studierte bei Volker Banfield und Evgeni Koroliov an der Hochschule für Musik und Theater Hamburg und bei Peter Katin am Royal College of Music in London, wo sie auch ihr Konzertexamen ablegte. Auslandssemester führten sie an das Mozarteum in Salzburg sowie an die École normale de musique de Paris. In Paris studierte sie u. a. bei Marcella Crudeli. Sostmann wurde mehrmals bei internationalen Klavier- und Kammermusikwettbewerben ausgezeichnet, so gewann sie noch während ihrer Studienzeit den 1. Preis beim Internationalen Kammermusikwettbewerb Caltanissetta (1998).
Alexandra Sostmann konzertierte in ihrer Heimat (z. B. Konzerthaus Berlin, Frauenkirche Dresden, Klavier-Festival Ruhr, Schleswig-Holstein Musikfestival) ebenso wie im europäischen und außereuropäischen Ausland. Einen besonderen Schwerpunkt bildet ihre Konzerttätigkeit in Südamerika (Argentinien, Chile, Ecuador). Nach ihrer letzten Konzertreise im Herbst 2016 hat ihr die Stadt Mar del Plata den Status eines Ehrengastes verliehen.
Als Solistin hat Alexandra Sostmann u. a. mit folgenden Orchestern konzertiert: Göttinger Sinfonie Orchester, Kammersymphonie Berlin, Filmorchester Babelsberg, Sinfonieorchester Mar del Plata, Cappella Istropolitana, Orquesta Sinfonica de Bahía Blanca, Banda Sinfonica Municipal de Mar del Plata Argentina. Im Rahmen von Meisterkursen gibt sie ihr Wissen an den künstlerischen Nachwuchs weiter.
Zusammen mit der Pianistin Judith Mosch bildet Alexandra Sostmann das „Duo Villarceaux“. Die beiden Künstlerinnen widmen sich seit Ende der 90er Jahre der Klaviermusik für zwei Klaviere und zu vier Händen und interpretierten Werke aus Barock, Klassik und Romantik ebenso wie moderne Kompositionen. Außerdem brachten sie zahlreiche Werke zur Uraufführung. In dieser Zeit der Zusammenarbeit entstanden Rundfunk- und Fernsehaufnahmen sowie mehrere CD-Veröffentlichungen.
Alexandra Sostmann beschäftigt sich damit, Vernetzungen zwischen verschiedenen musikgeschichtlichen Epochen und Stilrichtungen erlebbar zu machen. Sie veröffentlichte 2014 eine Solo-CD mit dem Thema „Bach & Contemporary Music“, 2017 eine CD mit einer Gegenüberstellung von Bachs Französischen Suiten und Chopins Mazurken, 2020 eine CD zum Thema Kontrapunkt mit dem Titel 'Bach, Byrd, Gibbons + Contemporary Music‘ sowie 2021 die CD 'Grenzgänge - Frescobaldi to Pärt'. Am 3. November 2023 erschien das Album „Bach: Das Wohltemperierte Clavier, Band I“ beim Schweizer Label Prospero Classical. Mehrere Alben wurden zudem für den Preis der deutschen Schallplattenkritik und für den Opus Klassik nominiert. Alexandra Sostmann arbeitet mit zeitgenössischen Komponisten und Künstlern zusammen, so z. B. mit dem chinesischen Komponisten Xiaoyong Chen, Klaus Hinrich Stahmer, Rouzbeh Rafie und dem Jazzpianisten Markus Horn, die ihr jeweils ein Klavierwerk widmeten. Sostmann gehört offiziell zum Kreis der Steinway Artists.
Sostmann lebt in Hamburg.

## Festival „Bach & now!“
Alexandra Sostmann ist künstlerische Leiterin des von ihr gegründeten Festivals Bach & now! Das Festival mit den Schwerpunkten Barockmusik und zeitgenössische Musik soll erstmalig im Frühjahr 2025 auf Schloss Agathenburg und in den Barockkirchen der Stadt Stade stattfinden.

## Diskographie
Alexandra Sostmann solo
- Bach, The Well-Tempered Clavier I, Prospero Classical 2023
- Grenzgänge - Frescobaldi to Pärt, Prospero Classical 2021
- Bach, Byrd, Gibbons + Contemporary Music, TYXart 2020
- Bach - Chopin, Bach: Französische Suiten, Chopin: Mazurkas, TYXart 2017
- Bach & Contemporary Music, Werke von Johann Sebastian Bach, Sofia Gubaidulina, Arvo Pärt, Xiaoyong Chen (Diary III, World Premiere Recording), Terry Riley (G-Song, Transkription für Klavier von Markus Horn, World Premiere Recording), Henri Dutilleux, Dmitri Schostakowitsch, TYXart 2014

Duo Villarceaux, Alexandra Sostmann & Judith Mosch
- Tango Nuevo, Werke von Astor Piazzolla und Markus Horn, PHOENIX Edition 2008
- Ravel / Debussy, Maurice Ravel: Rhapsodie Espagnole, Ma Mére lóye, Claude Debussy: Six Épigraphes Antiques, En blanc et noir, Thorofon 2006
- Igor Strawinsky, Le Sacre du Printemps, Concerto per due pianoforte – soli, Thorofon 2001
- Sergej Rachmaninoff, Symphonische Tänze op. 45, Six Morceaux op. 11, Thorofon 2003[11]